# Bukok
Bukok lub Bokok (mal. Kampong Bokok) – wieś w mukimie Bukok w zachodniej części dystryktu Temburong we wschodnim Brunei. Położona jest przy granicy z Malezją.